# Grande Prêmio dos Estados Unidos de 2012
O Grande Prêmio dos Estados Unidos de 2012  foi a décima nona corrida da temporada de 2012 da Fórmula 1. A prova foi disputada no dia 18 de novembro no Circuito das Américas, Austin, Texas.
Pilotos e equipes sentiram dificuldades com o aquecimento dos pneus, sendo necessário várias voltas para que os pneus alcançassem a temperatura ideal. Uma novidade em Austin foi o patrocínio da Verizon como patrocinador principal para essa prova ao invés do Vodafone na equipe McLaren. No dia da prova, o evento foi sucesso de público no seu ano de estreia com 117.429 espectadores. No pódio, os pilotos estavam com chapéus de cowboy, ao invés dos tradicionais bonés e foram entrevistados por Mario Andretti, Campeão Mundial de Fórmula 1 em 1978 e da Champ Car (ex-CART) em 1984.

## Transmissão para o Brasil
Infelizmente para os fãs da Fórmula 1, a Rede Globo não transmitiu ao vivo a estreia da prova em televisão aberta às 17 horas (horário brasileiro de verão). No horário da prova, ela optou pelo futebol, a antepenúltima rodada do Campeonato Brasileiro. Pela primeira vez o SporTV, canal de televisão por assinatura brasileiro do Grupo Globo, exibiu o treino classificatório e a corrida ao vivo, já que normalmente são reprisados. A transmissão na tv fechada teve a narração de Sérgio Maurício e comentários de Lito Cavalcanti. Na noite de domingo após o Fantástico, a emissora exibiu um VT da corrida por volta das 23 horas. Informações divulgadas recentemente pelo jornal Folha de S. Paulo indica que o ibope da Fórmula 1 caiu 55% nos últimos 10 anos, atingindo, em 2012, menos de 10 pontos de média pela primeira vez neste período de tempo.

## Qualificatório
| Pos.                 | No. | Piloto             | Construtores         | Parte 1  | Parte 2  | Parte 3  | Grid |
| -------------------- | --- | ------------------ | -------------------- | -------- | -------- | -------- | ---- |
| 1                    | 1   | Sebastian Vettel   | Red Bull-Renault     | 1:36.558 | 1:35.796 | 1:35.657 | 1    |
| 2                    | 4   | Lewis Hamilton     | McLaren-Mercedes     | 1:37.058 | 1:36.795 | 1:35.766 | 2    |
| 3                    | 2   | Mark Webber        | Red Bull-Renault     | 1:37.215 | 1:36.298 | 1:36.174 | 3    |
| 4                    | 10  | Romain Grosjean    | Lotus-Renault        | 1:37.486 | 1:36.906 | 1:36.587 | 91   |
| 5                    | 9   | Kimi Räikkönen     | Lotus-Renault        | 1:38.051 | 1:37.404 | 1:36.708 | 4    |
| 6                    | 7   | Michael Schumacher | Mercedes             | 1:37.927 | 1:37.102 | 1:36.794 | 5    |
| 7                    | 6   | Felipe Massa       | Ferrari              | 1:37.667 | 1:36.549 | 1:36.937 | 6    |
| 8                    | 12  | Nico Hülkenberg    | Force India-Mercedes | 1:37.756 | 1:37.066 | 1:37.141 | 7    |
| 9                    | 5   | Fernando Alonso    | Ferrari              | 1:37.968 | 1:37.123 | 1:37.300 | 8    |
| 10                   | 18  | Pastor Maldonado   | Williams-Renault     | 1:37.537 | 1:37.011 | 1:37.842 | 10   |
| 11                   | 19  | Bruno Senna        | Williams-Renault     | 1:37.520 | 1:37.604 |          | 11   |
| 12                   | 3   | Jenson Button      | McLaren-Mercedes     | 1:37.565 | 1:37.616 |          | 12   |
| 13                   | 11  | Paul di Resta      | Force India-Mercedes | 1:38.104 | 1:37.665 |          | 13   |
| 14                   | 17  | Jean-Éric Vergne   | Toro Rosso-Ferrari   | 1:38.434 | 1:37.879 |          | 14   |
| 15                   | 15  | Sergio Pérez       | Sauber-Ferrari       | 1:38.500 | 1:38.206 |          | 15   |
| 16                   | 14  | Kamui Kobayashi    | Sauber-Ferrari       | 1:38.418 | 1:38.437 |          | 16   |
| 17                   | 8   | Nico Rosberg       | Mercedes             | 1:38.862 | 1:38.501 |          | 17   |
| 18                   | 16  | Daniel Ricciardo   | Toro Rosso-Ferrari   | 1:39.114 |          |          | 18   |
| 19                   | 24  | Timo Glock         | Marussia-Cosworth    | 1:40.056 |          |          | 19   |
| 20                   | 25  | Charles Pic        | Marussia-Cosworth    | 1:40.664 |          |          | 20   |
| 21                   | 21  | Vitaly Petrov      | Caterham-Renault     | 1:40.809 |          |          | 21   |
| 22                   | 20  | Heikki Kovalainen  | Caterham-Renault     | 1:41.166 |          |          | 22   |
| 23                   | 22  | Pedro de La Rosa   | HRT-Cosworth         | 1:42.011 |          |          | 23   |
| 24                   | 23  | Narain Karthikeyan | HRT-Cosworth         | 1:42.740 |          |          | 24   |
| 107% tempo: 1:43.317 |     |                    |                      |          |          |          |      |
| Fonte:               |     |                    |                      |          |          |          |      |

Notas
- ↑1  — Romain Grosjean recebeu foi punido com a perda de 5 lugares no grid por troca do câmbio.

### Corrida
| Pos.   | Nº | Piloto             | Construtor           | Voltas | Tempo/Diferença | Grid | Pontos |
| ------ | -- | ------------------ | -------------------- | ------ | --------------- | ---- | ------ |
| 1      | 4  | Lewis Hamilton     | McLaren-Mercedes     | 56     | 1:35:55.269     | 2    | 25     |
| 2      | 1  | Sebastian Vettel   | Red Bull-Renault     | 56     | + 0.675         | 1    | 18     |
| 3      | 5  | Fernando Alonso    | Ferrari              | 56     | + 39.229        | 7    | 15     |
| 4      | 6  | Felipe Massa       | Ferrari              | 56     | + 46.013        | 11   | 12     |
| 5      | 3  | Jenson Button      | McLaren-Mercedes     | 56     | + 56.432        | 12   | 10     |
| 6      | 9  | Kimi Räikkönen     | Lotus-Renault        | 56     | + 1:04.425      | 4    | 8      |
| 7      | 10 | Romain Grosjean    | Lotus-Renault        | 56     | + 1:10.313      | 8    | 6      |
| 8      | 12 | Nico Hülkenberg    | Force India-Mercedes | 56     | + 1:13.792      | 6    | 4      |
| 9      | 18 | Pastor Maldonado   | Williams-Renault     | 56     | + 1:14.525      | 9    | 2      |
| 10     | 19 | Bruno Senna        | Williams-Renault     | 56     | + 1:15.133      | 10   | 1      |
| 11     | 15 | Sergio Pérez       | Sauber-Ferrari       | 56     | + 1:24.341      | 15   |        |
| 12     | 16 | Daniel Ricciardo   | Toro Rosso-Ferrari   | 56     | + 1:24.871      | 18   |        |
| 13     | 8  | Nico Rosberg       | Mercedes             | 56     | + 1:25.510      | 17   |        |
| 14     | 14 | Kamui Kobayashi    | Sauber-Ferrari       | 55     | + 1 volta       | 16   |        |
| 15     | 11 | Paul di Resta      | Force India-Mercedes | 55     | + 1 volta       | 13   |        |
| 16     | 7  | Michael Schumacher | Mercedes             | 55     | + 1 volta       | 5    |        |
| 17     | 21 | Vitaly Petrov      | Caterham-Renault     | 55     | + 1 volta       | 21   |        |
| 18     | 20 | Heikki Kovalainen  | Caterham-Renault     | 55     | + 1 volta       | 22   |        |
| 19     | 24 | Timo Glock         | Marussia-Cosworth    | 55     | + 1 volta       | 19   |        |
| 20     | 25 | Charles Pic        | Marussia-Cosworth    | 54     | + 2 voltas      | 20   |        |
| 21     | 22 | Pedro de La Rosa   | Hispania-Cosworth    | 54     | + 2 voltas      | 23   |        |
| 22     | 23 | Narain Karthikeyan | Hispania-Cosworth    | 54     | + 2 voltas      | 24   |        |
| Ret    | 2  | Mark Webber        | Red Bull-Renault     | 16     | Alternador      | 3    |        |
| Ret    | 17 | Jean-Éric Vergne   | Toro Rosso-Ferrari   | 14     | Suspensão       | 14   |        |
| Fonte: |    |                    |                      |        |                 |      |        |

Notas:
- Última vitória, pódio e pontos de Lewis Hamilton pela McLaren.